# Lennart Widerström
Jim Bo Lennart Widerström, född 11 november 1969 i Asarums församling i Blekinge län, är en svensk militär.

## Biografi
Widerström avlade officersexamen 1991 och utnämndes samma år till officer vid Södra skånska regementet. Han befordrades till kapten 1998 och tillhörde i slutet av 1990-talet Södra skånska regementet, men hade tidsbegränsad placering vid Markstridsskolan. Därefter har han bland annat varit kompanichef och bataljonschef vid Södra skånska regementet, bataljonschef vid Skaraborgs regemente samt har tjänstgjort i Bosnien. Som major var han bland annat chef för 2. mekaniserade skyttekompaniet i Kosovo KS08 under 2003.[källa behövs] Han befordrades till överste 2016, varpå han var chef för Rikshemvärnsavdelningen 2016–2017, chef för Andra brigaden tillika ställföreträdande regementschef vid Skaraborgs regemente 2018–2019 och Deputy Commander för Sector South West i United Nations Multidimensional Integrated Stabilization Mission in Mali 2019–2020. Widerström stod till arméchefens förfogande från den 4 november 2020 till den 14 januari 2021 och är chef för Södra skånska regementet sedan den 15 januari 2021.